# 阳山水蜜桃
阳山水蜜桃，为中国无锡市著名土特产，因种植于惠山区阳山镇而得名，以其形美色艳、汁多甘厚、入口即化等特点而驰名中外，至今已有70余年历史。

## 简介
旧时无锡多产脆桃，而大量栽培水蜜桃的历史，始自1930年前后，藕塘丁村上三六桃园由浙江奉化引进的“白芒蟠桃”、“玉露水蜜桃”等品种，加之1920年，从日本引进的“白凤水蜜桃”，在阳山多年培育后此時業已大获成功。几种果品逐渐改良，形成阳山水蜜桃独特之风味，遂成为无锡名产，名闻江南。又查奉化桃种，实源自上海黄泥墙，故阳山水蜜桃、奉化玉露桃和可说与上海水蜜桃一脉相承。
阳山水蜜桃之成功，源自其栽培地“阳山”原为1.4亿年前形成的古火山，这也是华东地区唯一的古火山。火山喷发后，留下的火山灰土壤里，含有多种保健矿物质和微量元素，爲阳山水蜜桃独特的口感和营养之秘诀提供了基礎。
如今，无锡阳山镇水蜜桃不仅并列与山东肥城、河北深州、浙江奉化是公认的中国四大传统产桃区，更获得不少赞誉，《华尔街日报》就曾赞美其为“世界上最美味的桃子”。

## 品种
阳山水蜜桃每年6月中旬至8月下旬先后陆续上市，最迟熟的到9月上旬上市，共计有20多个品种，早熟品种主要有春蕾、早花露、雨花露、银花露；中熟品种主要有白凤、朝晖、阳山84-2；晚熟品种主要有湖景蜜露、阳山蜜露、白花、阳山84-1/3、迟圆蜜等。其中早熟的“雨花露”、中熟的“白凤”、晚熟的“白花”三个品种质量最高、销售最畅。

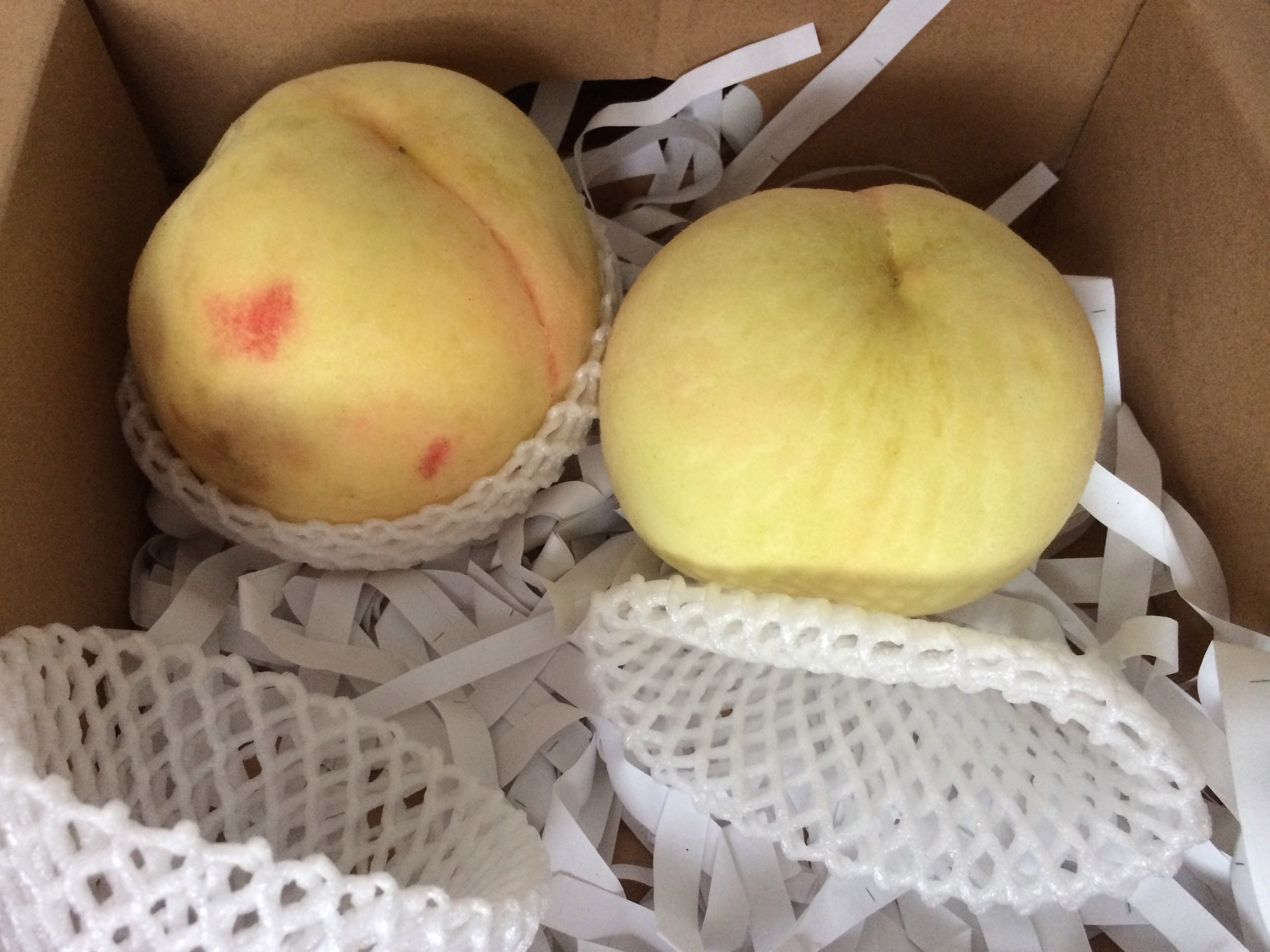
成熟後的正宗無錫陽山水蜜桃，表皮很少帶有紅暈，多黃白色，且品相也不如一般桃子好看，但香味濃郁、入口即化

## 辨别
无锡阳山水蜜桃因产量关系，每年桃子上市后就会出现不少仿冒者。正宗阳山水蜜桃的辨别，可总结为：
一看：阳山水蜜桃成熟后并不如常见桃子般带有大量红晕，而是呈乳白色或乳黄色带少量红晕，同时阳山水蜜桃相较仿冒桃小，且外形无仿冒桃漂亮。
二闻：阳山水蜜桃香味浓郁，十分明显
三掰：仿冒桃可用力一掰两半，阳山水蜜桃则极难掰开
四尝：仿冒桃果肉偏硬、带有酸味。